# Governo Mark Rutte II
O Governo Mark Rutte II  (em holandês : Kabinet-Rutte II) foi um governo formado a partir das eleições gerais antecipadas de 2012, e liderado por Mark Rutte.

Integrava os liberais do Partido Popular para a Liberdade e Democracia (VVD) e os social-democratas do Partido do Trabalho (PvdA), contando com 79 dos 150 lugares da Câmara dos Representantes.

Era composto por 13 ministros.